# لارنس کلاین
لارنس رابرت کلاین (به انگلیسی: Lawrence Robert Klein) (زاده ۱۴ سپتامبر ۱۹۲۰ – درگذشته ۲۰ اکتبر ۲۰۱۳) اقتصاددان آمریکایی بود که در سال ۱۹۸۰ موفق به دریافت جایزه نوبل اقتصاد شد.

## زندگی و زندگی حرفه‌ای
لارنس ۱۴ سپتامبر در اوماها، نبراسکا در ایالات متحده زاده شد. او تحصلیاتش را در دانشگاه کالیفرنیا، برکلی و مؤسسه فناوری ماساچوست گذرانده و مدرک دکترای خود را از مؤسسه فناوری ماساچوست دریافت نموده است.